# Leiaster speciosus
Espèce
Leiaster speciosus est une espèce d'étoiles de mer tropicale de la famille des Ophidiasteridae, caractérisée par ses longs bras pointus et sa couleur pourpre.

## Description
C'est une grande étoile régulière aux bras allongés, de section arrondie, pointus et souvent légèrement relevés aux extrémités, avec un disque central très réduit. Elles peuvent mesurer jusqu'à 40 centimètres de diamètre. La coloration générale est homogène, généralement d'un pourpre vif ou bordeaux pouvant tirer sur la violine, teinté de points légèrement plus sombres en bandes longitudinales. Au toucher, le tégument est épais, lisse et presque glissant. Ces étoiles portent des piquants adambulacraires aplatis disposés par paires, et un unique madréporite.
Marsh & Fromont (2020) considèrent que Leiaster speciosus n'est qu'une variante de couleur de Leiaster leachi, et proposent de les placer en synonymie. 

## Habitat et répartition
Cette étoile vit dans l'indo-pacifique tropical.
On la rencontre principalement de nuit, sur les fonds rocheux ou dans les récifs de corail, entre la surface et jusqu'à 80 m de profondeur.